# Marek Emiliusz Skaurus
Marcus Aemilius Scaurus (ur. ok. 163 p.n.e., zm. 88 p.n.e.) – polityk okresu republiki rzymskiej, według Cycerona jeden z najbardziej utalentowanych i wpływowych ludzi, ceniony za mądrość, godność, konsekwencję i wspaniałe osiągnięcia.

## Życiorys

### Pochodzenie
Pochodził z szacownej rodziny patrycjuszowskiej Emiliuszów z przydomkiem (cognomen) Scaurus, ale zbiedniałej. Jego ojciec chociaż patrycjusz, zmuszony był z powodu biedy zajmować się handlem węglem. Marek najpierw się wahał, czy nie zająć się działalnością handlową, zabronioną przedstawicielom stanu senatorskiego, ale po zapoznaniu się ze sztuką oratorską i zdobyciu reputacji w tej dziedzinie rozpoczął karierę polityczną. Ponieważ rodzina od trzech pokoleń z powodu ubóstwa nie pełniła żadnych urządów, traktowany był jako homo novus i tylko dzięki talentowi i wartościom duchowym zdołał przywrócić świetność rodzinie i zrealizować typową drogę (cursus honorum) rzymskiego polityka.

### Kariera polityczna
Rozpoczął od służby w armii jako trybun wojskowy w Hiszpanii w okresie wojny numantyjskiej, gdzie otrzymał curniculum (ozdobę hełmu w kształcie rogu, odznaczenie przyznawane za odwagę)a w 126 p.n.e. był pod dowództwem Lucjusza Aureliusza Orestesa, ówczesnego konsula, na Sardynii. Wchodził w skład kolegium augurów. Jako edyl kurulny (122 p.n.e.?) bardziej zajmował się prawodawstwem niż organizacją igrzysk. Pretor ok. 119 p.n.e. Już w 117 p.n.e. był wpływowym, przedsiębiorczym politykiem, jednym z niewielu senatorów którzy odmówili przyjęcia łapówki od Jugurty, króla Numidii przez przekupstwa wśród polityków i wodzów rzymskich dążącego do umocnienia swojej władzy, i gorliwie występował przeciwko niemu. W 116 p.n.e. przegrał w wyborach na konsula z Kwintusem Fabiuszem Maksymusem Eburnusem ale osiągnął ten urząd w roku następnym. Po wyborach pokonany przez niego Publiusz Rutyliusz Rufus (mówca i przyszły konsul w 105 p.n.e.) oskarżył Skaurusa o przekupstwa wyborcze, ten po uniewinnieniu oskarżył z kolei swojego konkurenta o to samo przestępstwo. Jako konsul przeprowadził ustawę o luksusie i o sposobie głosowania wyzwoleńców. Miał o sobie i swoim urzędzie tak wysokie mniemanie, że pretora Publiusza Decjusza, który siedział w tym czasie, gdy on przechodził, zmusił do wstania, porwał na nim ubranie, połamał krzesło, i wydał dekret, żeby nikt nie zwracał się do tego pretora ze sprawami sądowniczymi. W prowadzonych działaniach wojennych potrafił zapewnić przykładową dyscyplinę i powściągliwość swoich oddziałów. Otrzymał triumf za spacyfikowanie plemion alpejskich Ligurów i Taurysków (Taurisci)

### Okres walk z Jugurtą
W związku z zaostrzającym się konfliktem w Numidii w 112 p.n.e. senat wyprawił do Afryki poselstwo złożone ze starszych arystokratów, byłych dostojników państwowych; wśród nich był Marek Skaurus. Komisja wylądowawszy w Utyce wysłała list do Jugurty wzywając go w imieniu senatu by jak najszybciej zjawił się w prowincji. Numidyjczyk z jednej strony obawiał się gniewu senatu, jeśli nie posłucha posłów, z drugiej znów strony chciał kontynuować swoje zamysły i obległ Cyrtę starając się zdobyć miasto jeszcze przed spotkaniem z posłami. W końcu obawiając się, żeby przez dłuższe zwlekanie nie zirytować Skaurusa i jego komisji, przybył na spotkanie. I chociaż w imieniu senatu wypowiedziano ostre groźby pod jego adresem za to, że nie odstępował od oblężenia, to jednak po długich rozmowach posłowie odjechali z niczym. i pojawiły się oskarżenia, że Skaurus został przez Jugurtę przekupiony.
W 111 p.n.e. rozpoczęła się wojna z Jugurtą. Numidię jako prowincję wyznaczono konsulowi Lucjuszowi Kalpurniuszowi Bestii, który objął dowództwo nad legionami a wśród legatów był Marek Skaurus. Po wstępnych sukcesach bardzo szybko doszło do zawarcia traktatu pokojowego korzystnego dla Jugurty. Kalpurniusza Bestię oskarżano, że powodowany chciwością dał się przekupić Jugurcie, a również Skaurus miał wziąć udział w tej aferze. W Rzymie zapanowało oburzenie ale pozycja Skaurusa wstrzymywała obalenie postanowień konsula.
W 110 p.n.e. trybun ludowy Gajus Mamiliusz Limetanus przeprowadził w zgromadzeniu ludowym uchwałę o wdrożeniu śledztwa przeciwko tym, których oskarżano o sprzyjanie Jugurcie, branie od niego łapówek, zawieraniu z nim układów. Wykorzystując zamieszanie i roznamiętnienie partyjne spowodowane przez ten wniosek Marek Skaurus, który był legatem Bestii i sam oskarżany o przekupstwo, dokazał tego, że gdy w myśl wniosku Mamiliusza wybierano komisję śledczą złożoną z trzech członków, sam znalazł się w liczbie wybranych.

### Cenzura
W 109 p.n.e. został wybrany na cenzora wraz z Markiem Liwiuszem Druzusem. Jako cenzor zainicjował budowę drogi "Via Emilia". Wyremontował też Most Mulwijski. Gdy jego kolega w urzędzie, cenzor Druzus, zmarł, Marek Skaurus, wbrew tradycji wymagającej wówczas rezygnacji z funkcji, nie chciał zrezygnować i został dopiero zmuszony do tego przez interwencję trybuna ludu.

### Procesy sądowe
Gajusz Flawiusz Fimbria, konsul w 104 p.n.e., został pozwany przed sąd przez Marka Gratidusza za nadużycia (repetundae) w zarządzaniu prowincją, oskarżenie wspierał swoim świadectwem Marek Skaurus. Fimbra został uniewinniony i sąd odrzucił zeznania Skaurusa mimo powagi i wpływów jakimi się cieszył, by nie dochodziło do nadużycia politycznej siły w sądach poprzez powodowane prywatną nienawiścią zeznania. Podobnie zostały potraktowane jego zeznania przeciwko Gajuszowi Memmiuszowi.
W 104 p.n.e. został wyznaczony kuratorem do spraw rozdziału zboża w miejsce usuniętego od tych spraw przez senat ówczesnego kwestora Saturninusa, który z oburzeniem przyjął to jako celową zniewagę.
W 104 lub 103 p.n.e. Gnejusz Domicjusz Ahenobarbus, póniejszy konsul w 96 p.n.e., a ówczesny trybun ludowy, oskarżył Skaurusa przed ludem o nieprawidłowości w przeprowadzeniu kapłańskich rytuałów. Jego zdaniem uroczystości ku czci Penat w Lawinium nie zostały przeprowadzone należycie. Skaurus został uniewinniony, tylko trzy tribus poparły oskarżenie a 32 były za uniewinnieniem. Niewolnika Skaurusa, który zgłosił się do Domicjusza i zaoferował zeznania przeciwko swojemu panu, kazał Domicjusz aresztować i odesłać do Skaurusa.
W 100 p.n.e. brał udział w stłumieniu ruchu trybuna ludowego Apulejusza Saturninusa z bronią w ręku, mimo że już wtedy z trudem chodził.
Około 96 p.n.e. był legatem lub posłem w prowincji Azji, a po powrocie na przełomie 92/91 p.n.e. został oskarżony przez Kwintusa Serwiliusza Cepiona, pretora w 91 p.n.e. i Marka Juniusza Brutusa o bezprawne uzyskanie korzyści majątkowych (res repentudae) przed trybunałem, który, na mocy ustawy przeprowadzonej przez Serwiliusza Glaucję, kontrolowali wtedy ekwici. W odpowiedzi Skaurus sam wniósł również oskarżenie przeciwko Cepionowi, uzyskał krótszy okres na badanie sprawy i zmusił Cepiona, by pierwszy się bronił. Później zaś wymógł na trybunie ludowym, Marku Liwiuszu Druzusie, zmianę składu trybunału. Zeznawał też w procesie o obrazę majestatu ludu rzymskiego przeciwko Gajuszowi Norbanusowi (Norbanus, późniejszy konsul w 83 p.n.e., w 103 p.n.e. jako trybun ludowy oskarżał Kwintusa Serwiliusza Cepiona i teraz był oskarżany o nieprawidłowości w trakcie tamtego procesu) ale ten został wybroniony przez Marka Antoniusza Oratora. Kwintus Wariusz, trybun ludowy w 90 p.n.e. przeprowadził prawo skierowane przeciw nobilom oskarżanym o doprowadzenie do wojny ze szprzymierzeńcami. Kwintus Serwiliusz Cepion znów doprowadził do oskarżenia Marka Skaurusa, tym razem o przekupstwa wyborcze i podżeganie do wojny a Kwintus Wariusz o zdradę Republiki poprzez przyjęcie łapówki od króla Mitrydatesa. Skaurus już wtedy w podeszłym wieku 72 lat i w złym stanie zdrowia, jednak osobiście stawił się na forum i wybronił się samą powagą swojego wieloletniego przywództwa w senacie i w państwie.

### Pozycja polityczna
Przez całą swoją karierę polityczną reprezentował konserwatywne skrzydło senatu, występując przeciw zwolennikom reform, od Gajusza Grakcha przez Saturninusa i Glaucję do Kwintusa Wariusza. W roku 115 p.n.e. został wybrany na przywódcę senatu princeps senatus przez ówczesnych cenzorów Lucjusza Cecyliusza Metellusa Diadematusa i Gnejusza Domicjusza Ahenobarba i ponownie wybierany na to stanowisko w latach 108, 102, 97, 92, 89 p.n.e.

## Rodzina
W 102 p.n.e. ulegając naporowi Cymbrów nad rzeką Atezą (dzisiejsza Adyga) jeźdźcy rzymscy w strachu uciekli do Rzymu opuszczając konsula Katulusa. Był wśród nich syn Marka Skaurusa. Ojciec przesłał mu wiadomość, że wolałby go znaleźć martwego na polu bitwy niż widzieć go żywego ale zhańbionego tchórzostwem i zakazał mu pokazywać się na oczy. Syn po otrzymaniu takiej wiadomości popełnił samobójstwo przebijając się mieczem. Nieznane jest imię pierwszej żony, matki tego syna który popełnił samobójstwo. Jego drugą żoną była Cecylia Metella Dalmatyka, późniejsza, trzecia żona dyktatora Sulli. Z małżeństwa tego miał dwoje dzieci:Emilię Skaurę i Marka Emiliusza Skaura, który w swojej karierze mocno zależał od reputacji ojca.